# Hydriomena roseofusa
Hydriomena roseofusa är en fjärilsart som beskrevs av Paul Dognin 1911. Hydriomena roseofusa ingår i släktet Hydriomena och familjen mätare. Inga underarter finns listade i Catalogue of Life.